# Strzylcze
Strzylcze (ukr. Стрільче) – wieś na Ukrainie, w  obwodzie iwanofrankiwskim, w rejonie horodeńskim.